# Jim Byrnes

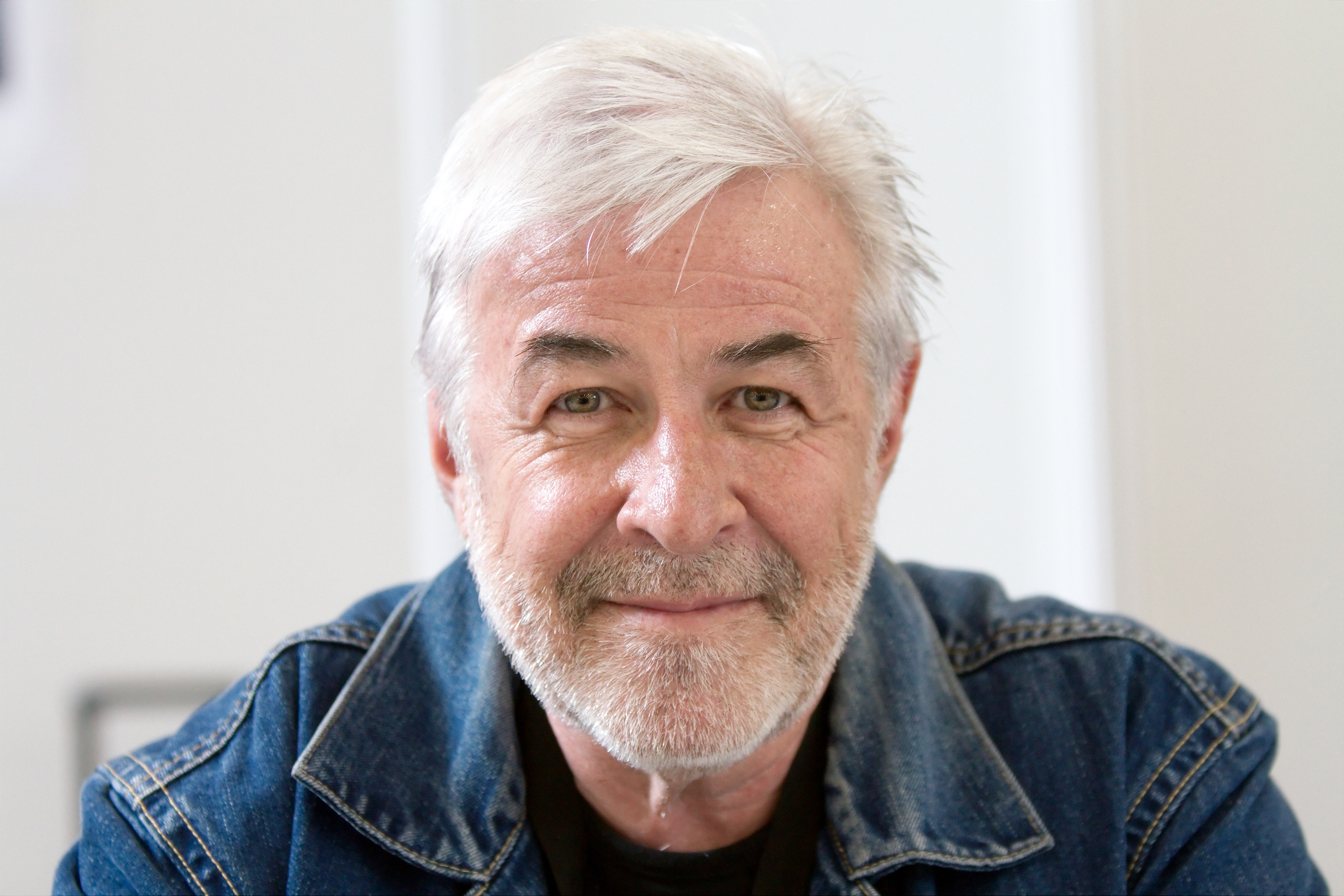
Jim Byrnes (2010)

Jim Byrnes (* 22. September 1948 in St. Louis, Missouri als James Thomas Kevin Byrnes) ist ein US-amerikanischer Schauspieler und Blues-Musiker.

## Leben
Byrnes wuchs in St. Louis auf, wo er im Alter von fünf Jahren das Klavierspiel und mit dreizehn die Bluesgitarre erlernte. Er studierte Theologie und arbeitete als professioneller Schäfer, bevor er sich als Schauspieler versuchte. Am 26. Februar 1972 verlor er bei einem schweren Autounfall beide Beine.
Mitte der 1970er Jahre zog Byrnes nach Vancouver, wo er sich mit Musik und Gelegenheitsjobs über Wasser hielt. 1981 formierte er eine Band, die später ein Hauptbestandteil der lokalen Musikszene wurde.
Auf den Tag genau fünfzehn Jahre nach seinem Unfall begann er mit den Dreharbeiten zu Wiseguy, einer CBS-Serie, die in Deutschland unter dem Titel Kampf gegen die Mafia gezeigt wurde. Der im Rollstuhl sitzende Polizist Daniel Burroughs war Byrnes erste große Rolle; die Dreharbeiten dauerten bis 1990.
In der Folge hatte Byrnes Gastrollen in verschiedenen Serien, wie Der Polizeichef, Der Hitchhiker, Neon Rider, Supernatural, Danger Bay, Hat Squad, Sanctuary – Wächter der Kreaturen und bei Outer Limits – Die unbekannte Dimension. Er trat auch in Fernsehfilmen, wie Omen IV: Das Erwachen, Ich will meine Kinder zurück!, Unternehmen Feuersturm, Serving in Silence: The Colonel Margarethe Cammermeyer Story und Dream Man auf.
Von 1993 bis 1998 spielte er eine Nebenrolle in der Fernsehserie Highlander als Joe Dawson. Dieselbe Rolle verkörperte er 2007 im Film Highlander – Die Quelle der Unsterblichkeit. Auch im Spin-off Raven – Die Unsterbliche spielte er in einer Folge die Rolle des Joe Dawson.
Zusätzlich zur Schauspielerei ist die Musik eine treibende Kraft in Byrnes Leben. Seine CD That River ist eine Sammlung von Liedern, die er als „eine Reflexion seines Respekts für den Blues, R&B, Soul, Jazz, alles in einem“ bezeichnet. Sie enthält einen Song, der während der Dreharbeiten zu Highlander in Paris entstand. Für diese CD bekam er einen Juno Award für die beste Blues-/Gospel-Aufnahme.
Byrnes wurde in die British Columbia Entertainment Hall of Fame aufgenommen.

## Filmografie (Auswahl)
- 1980: Out of the Blue
- 1987: Hands of a Stranger – Ein Mann nimmt Rache (Hands of a Stranger, Fernsehfilm)
- 1987: Danger Bay (Fernsehserie, Folge 4x11)
- 1987–2009: Kampf gegen die Mafia (Wiseguy, Fernsehserie, 5 Folgen)
- 1988: Im Zeichen der roten Spinne (The Red Spider, Fernsehfilm)
- 1988: Mein Vater ist ein Außerirdischer (Out of This World, Fernsehserie, Folge 2x04)
- 1989: The First Season
- 1989: Madeleines neue Abenteuer (Madeline, Fernsehserie)
- 1989: G.I. Joe: Operation Dragonfire (Miniserie, 5 Folgen, Stimme)
- 1989: Dragon Quest (Doragon kuesuto, Fernsehserie)
- 1989–1990: Camp Candy (Fernsehserie, 16 Folgen, Stimme)
- 1990: Ohne Zeugen (In the Best Interest of the Child, Fernsehfilm)
- 1990: A Klondike Christmas (Fernsehfilm, Stimme)
- 1990–1991: G.I. Joe (Fernsehserie, 19 Folgen, Stimme)
- 1991: Omen IV: Das Erwachen (Omen IV: The Awakening, Fernsehfilm)
- 1991: Trevor und der Penner (Christmas on Division Street, Fernsehfilm)
- 1991–1994: Neon Rider (Fernsehserie, 12 Folgen)
- 1992: Ein dreckiges Spiel (Dirty Work, Fernsehfilm)
- 1992: Harmony Cats
- 1992: Invader
- 1992–1993: Conan, der Abenteurer (Conan: The Adventurer, Fernsehserie, 5 Folgen, Stimme)
- 1992–1994: King Arthur and the Knights of Justice (Fernsehserie, 26 Folgen, Stimme)
- 1993: The Hat Squad (Fernsehserie, Folge 1x10)
- 1993: Das Gesetz der Straße (Street Justice, Fernsehserie, Folge 2x20)
- 1993: Sonic der irre Igel (Adventures of Sonic the Hedgehog, Fernsehserie, 64 Folgen)
- 1993: Mega Man: Upon a Star (Miniserie)
- 1993–1994: Double Dragon (Fernsehserie, 5 Folgen, Stimme)
- 1993–1998: Highlander (Highlander: The Series, Fernsehserie, 46 Folgen)
- 1994: Whale Music
- 1994: Conan und seine tapferen Freunde (Conan and the Young Warriors, Fernsehserie, 13 Folgen, Stimme)
- 1994–1996: Mega Man (Fernsehserie, 5 Folgen, Stimme)
- 1994–1996: Hurricanes (Fernsehserie, 5 Folgen, Stimme)
- 1995: Serving in Silence: The Margarethe Cammermeyer Story (Fernsehfilm)
- 1995: Sliders – Das Tor in eine fremde Dimension (Sliders, Fernsehserie, Folge 1x01)
- 1995: Der Polizeichef (The Commish, Fernsehserie, Folge 4x20)
- 1995: Cop Justice – Blutiges Gesetz (Suspicious Agenda)
- 1995: Killing Dreams (Dream Man)
- 1995: The New Adventures of Madeline (Fernsehserie)
- 1996: G.I. Joe Extreme (Fernsehserie, Folge 1x11, Stimme)
- 1996: Undercover Man (Wiseguy, Fernsehfilm)
- 1996: Starlight
- 1996: Bloodhounds II (Fernsehfilm)
- 1996: Hope – Ihr Name war Hoffnung (For Hope, Fernsehfilm)
- 1996: Stone Protectors (Fernsehserie)
- 1997: Shin kidô senki Gundam W: Endless Waltz (Miniserie)
- 1997: Gejagt – Das zweite Gesicht (Two, Fernsehserie, Folge 1x19)
- 1997: Auf der Jagd nach dem Schatz von Dos Santos (Lost Treasure of Dos Santos, Fernsehfilm)
- 1997: Street Fighter: The Animated Series (Fernsehserie, Folge 2x12, Stimme)
- 1997: Masterminds – Das Duell (Masterminds)
- 1997: Drive, She Said
- 1997: Aircrash – Katastrophe beim Take-Off (Final Descent, Fernsehfilm)
- 1997–1999: Transformers: Beast Wars (Beast Wars: Transformers, Fernsehserie, 26 Folgen, Stimme)
- 1997–1999: Roswell Conspiracies – Die Aliens sind unter uns (Roswell Conspiracies: Aliens, Myths & Legends, Fernsehserie, 5 Folgen, Stimme)
- 1998: Mummies Alive! The Legend Begins (Video, Stimme)
- 1998: The Animated Adventures of Tom Sawyer (Stimme)
- 1998: In Sachen Mord (Murder Call, Fernsehserie, Folge 2x08)
- 1998: Rudolph mit der roten Nase (Rudolph the Red-Nosed Reindeer: The Movie, Stimme)
- 1998: The Jim Byrnes Show (Fernsehserie)
- 1998–1999: Das Netz – Todesfalle Internet (The Net, Fernsehserie, 9 Folgen)
- 1998–1999: Shadow Raiders (Fernsehserie, 7 Folgen, Stimme)
- 1998–1999: RoboCop: Alpha Commando (Fernsehserie, 40 Folgen, Stimme)
- 1998–2001: Outer Limits – Die unbekannte Dimension (The Outer Limits, Fernsehserie, 2 Folgen)
- 1999: Raven – Die Unsterbliche (Highlander: The Raven, Fernsehserie, 2 Folgen)
- 1999: Auf kalter Spur (Cold Squad, Fernsehserie, 4 Folgen)
- 1999–2000: Transformers: Beast Machines (Beast Machines: Transformers, Fernsehserie, 20 Folgen, Stimme)
- 1999–2001: NASCAR Racers (Fernsehserie, 5 Folgen, Stimme)
- 2000: Higher Ground (Fernsehserie, 5 Folgen)
- 2000: Mysterious Ways (Fernsehserie, Folge 1x05)
- 2000: Drei furchtbar nette Monster (Monster Mash, Stimme)
- 2000: Becoming Dick (Fernsehfilm)
- 2000: Highlander: Endgame
- 2000: First Wave – Die Prophezeiung (First Wave, Fernsehserie, Folge 3x13)
- 2000: Level 9 (Fernsehserie, Folge 1x10)
- 2000–2001: D'Myna Leagues (Fernsehserie, 13 Folgen, Stimme)
- 2001: Spider-Man Unlimited (Fernsehserie, Folge 1x07, Stimme)
- 2001–2002: U.B.O.S (Ultimate Book of Spells, Fernsehserie, 5 Folgen, Stimme)
- 2001–2002: Evolution (Alienators: Evolution Continues, Fernsehserie, 17 Folgen, Stimme)
- 2002: Due East (Fernsehfilm)
- 2002: Dead Zone (The Dead Zone, Fernsehserie, Folge 1x05)
- 2002: Inspector Gadgets letzter Fall (Inspector Gadget's Last Case: Claw's Revenge, Fernsehfilm, Stimme)
- 2002: Dennis the Menace in Cruise Control (Fernsehfilm, Stimme)
- 2002: Twilight Zone (The Twilight Zone, Fernsehserie, Folge 1x13)
- 2002: Madeline: My Fair Madeline (Fernsehfilm, Stimme)
- 2002: Just Cause (Fernsehserie, Folge 1x11)
- 2002: Taken (Miniserie, Folge 1x04)
- 2002: Die Schneekönigin (Snow Queen, Fernsehfilm, Stimme)
- 2002–2003: Stargate Infinity (Fernsehserie, 5 Folgen, Stimme)
- 2002–2003: X-Men: Es geht weiter (X-Men: Evolution, Fernsehserie, 7 Folgen, Stimme)
- 2003: Partyalarm – Finger weg von meiner Tochter (My Boss's Daughter)
- 2003: Jake 2.0 (Fernsehserie, 3 Folgen)
- 2003: Gadget and the Gadgetinis (Fernsehserie, 5 Folgen, Stimme)
- 2004: Stargate – Kommando SG-1 (Stargate SG-1, Fernsehserie, Folge 7x18)
- 2004–2005: Andromeda (Fernsehserie, 5 Folgen, Stimme)
- 2005: Edison
- 2005: Inspektor Gadget – Mission Flugsaurier (Inspector Gadget's Biggest Caper Ever, Stimme)
- 2005: Back to Love (Fetching Cody)
- 2005: Supernatural (Fernsehserie, Folge 1x08)
- 2005–2006: Da Vinci's City Hall (Fernsehserie, 2 Folgen)
- 2007: Highlander – Die Quelle der Unsterblichkeit (Highlander: The Source, Fernsehfilm)
- 2007: Highlander – Die Macht der Vergeltung (Highlander: The Search for Vengeance, Stimme)
- 2007: Don't Cry Now (Fernsehfilm)
- 2007: Sanctuary (Miniserie, 2 Folgen)
- 2007: Madeline in Tahiti (Stimme)
- 2008: Heart of a Dragon
- 2008–2011: Sanctuary – Wächter der Kreaturen (Sanctuary, Fernsehserie, 5 Folgen)
- 2009: Hot Wheels: Battle Force 5 (Fernsehserie, Folge 2x19, Stimme)
- 2010: V – Die Besucher (V, Fernsehserie, Folge 1x07)
- 2010: Dino-Zug (Dinosaur Train, Fernsehserie, eine Folge)
- 2011: Goodnight for Justice (Fernsehfilm)
- 2011: Hellcats (Fernsehserie, 2 Folgen)
- 2011: Gefährliche Überraschung (Deck the Halls, Fernsehfilm)
- 2012: Die Herzheilerin (Notes from the Heart Healer, Fernsehfilm)
- 2012: War of the Worlds – Goliath (Stimme)
- 2013: Copper – Justice is brutal (Copper, Fernsehserie, Folge 2x03)
- 2013: King & Maxwell (Fernsehserie, Folge 1x08)
- 2013: Slugterra (Fernsehserie, Folge 3x10, Stimme)
- 2014: Hastings Street
- 2014: Paper Angels (Fernsehfilm)
- 2014: Strange Empire (Fernsehserie, Folge 1x07)
- 2015: The Romeo Section (Fernsehserie, 4 Folgen)
- 2015: The Legend of Davy Crockett (Fernsehfilm)
- 2016: My Little Pony – Freundschaft ist Magie (My Little Pony: Friendship Is Magic, Fernsehserie, Folge 6x20, Stimme)
- 2018: Take Two (Fernsehserie, Folge 1x10)
- 2018: Travelers – Die Reisenden (Travelers, Fernsehserie, Folge 3x07)

## Diskografie (Auswahl)
Alben
- 1981: Burning (Polydor)
- 1987: I Turned My Nights Into Days (Stony Plain Records)
- 1995: That River (Stony Plain Records)
- 1998: Burning & I Turned My Nights Into Days (Compilation-Album; Stony Plain Records)
- 2004: Fresh Horses (Black Hen Music)
- 2006: House of Refuge (Black Hen Music)
- 2009: My Walking Stick (Black Hen Music)
- 2010: Everywhere West (Black Hen Music)
- 2012: I Hear The Wind In The Wires (Black Hen Music)
- 2014: St. Louis Times (Black Hen Music)
- 2017: Long Hot Summer Days (Black Hen Music)